# Pappogeomys bulleri alcorni
Pappogeomys bulleri alcorni is een zoogdier uit de familie van de goffers (Geomyidae). De wetenschappelijke naam van de soort werd voor het eerst geldig gepubliceerd door Russell in 1957.

## Voorkomen
De soort komt voor in Mexico.